# Richard III (film, 1995)
Pour les articles homonymes, voir Richard III (homonymie).
Pour plus de détails, voir Fiche technique et Distribution.
Richard III est un film américano-britannique réalisé par Richard Loncraine, sorti en 1995.

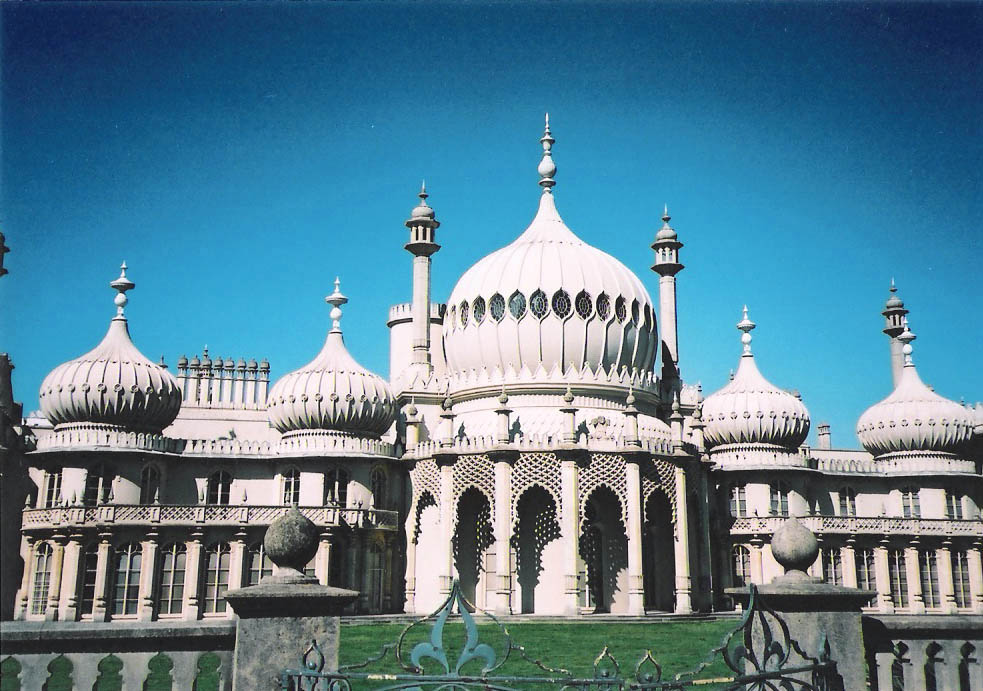
Le pavillon royal de Brighton fut filmé et replacé artificiellement près d'une falaise sur la côte ; dans le film il fait office de résidence de retraite pour le roi Edward après sa destitution.

Le film transpose la tragédie Richard III ; de William Shakespeare, dans les années 1930 et utilise l'imagerie nazie pour accompagner l'ascension au pouvoir du personnage principal.

## Synopsis
Richard, dernier frère du roi Edward IV, duc de Gloucester, naît difforme et estropié. Dévoré par l'ambition, il va accumuler les meurtres et se frayer un chemin vers le trône. Il devient, ainsi, le roi Richard III.

## Fiche technique
- Titre original et français : Richard III
- Réalisation : Richard Loncraine
- Scénario : Richard Loncraine et Ian McKellen, adapté de la pièce de théâtre Richard III de William Shakespeare
- Photographie : Peter Biziou
- Musique : Trevor Jones
- Sur le générique de fin passe la chanson de Al Jolson I'm sitting on the top of the world
- Effets spéciaux : John Evans
- Pays d'origine :  Royaume-Uni /  États-Unis
- Langue : anglais
- Production : Stephen Bayly et Lisa Katselas Paré
- Société de distribution : United Artists
- Distribution en France : Bac Films
- Genre : Drame et biopic
- Budget : 6 000 000 £
- Durée : 103 minutes
- Dates de sortie : 
  - France - 26 juin 1996 (sortie initiale)
  - France : 28 mars 2000 (DVD)

## Distribution
Légende : V. Q. = Version québécoise
- Ian McKellen (V. Q. : Vincent Davy) : Richard, le Duc de Gloucester puis le Roi Richard III
- Annette Bening (V. Q. : Marie-Andrée Corneille) : la Reine Elizabeth
- Jim Broadbent (V. Q. : Raymond Bouchard) : le Duc de Buckingham
- Robert Downey Jr. (V. Q. : Daniel Lesourd) : le comte Rivers
- Kristin Scott Thomas (V. Q. : Élise Bertrand) : Lady Anne Neville
- Maggie Smith (V. Q. : Françoise Faucher) : la Duchesse de York
- John Wood (V. Q. : Hubert Fielden) : le Roi Edward IV
- Nigel Hawthorne (V. Q. : André Montmorency) : le Duc de Clarence
- Adrian Dunbar (V. Q. : Daniel Picard) : James Tyrrell
- Tim McInnerny (V. Q. : Jean-Marie Moncelet) : William Catesby
- Jim Carter (V. Q. : Yves Massicotte) : William Hastings
- Dominic West (V. Q. : Gilbert Lachance) : le Comte de Richmond
- Stacey Kent : la chanteuse de jazz

## Autour du film
Le Roi Edward IV fait allusion à Édouard VIII qui abdiqua pour avoir épousé une américaine divorcée et qui montra une certaine sympathie à l'égard d'Hitler.
La réplique shakespearienne « Un cheval ! Un cheval ! Mon royaume pour un cheval ! » (« A horse! A horse! My kingdom for a horse! ») est prononcée alors que Richard III se trouve dans une jeep immobilisée.

## Distinctions

### Récompenses
- 1996 :  Berlinale 1996
  - Meilleur réalisateur pour Richard Loncraine
- 1997 :  British Academy Film Awards 1997
  - Meilleurs décors pour Tony Burrough
  - Meilleurs costumes pour Shuna Harwood

### Nominations
- 1996 :  Oscars 1996 :
  - Meilleure direction artistique pour Tony Burrough
  - Meilleure création de costumes pour Shuna Harwood
- 1996 :  Golden Globes 1996
  - Meilleur acteur dans un film dramatique pour Ian McKellen
- 1997 :  British Academy Film Awards 1997
  - Meilleur film britannique pour Richard Loncraine
  - Meilleur acteur pour Ian McKellen
  - Meilleur scénario adapté pour Ian McKellen et Richard Loncraine